# New World Depression
New World Depression (с англ. — «Новая мировая депрессия») — четвёртый студийный альбом американского хип-хоп-дуэта Suicideboys, выпущенный 14 июня 2024 года на лейбле G*59 Records. В поддержку альбомы было выпущено три сингла: «Us vs. Them», «Are You Going to See the Rose in the Vase, or the Dust on the Table» и «The Thin Grey Line».

## Отзывы
Эмма Гарланд из Crack прокомментировала альбом так: «он не столько затрагивает новую тематику, сколько переосмысливает старую», и «В их выступлении также есть свежая острота New World Depression; невесомое спокойствие омывает всю пластинку, которое раньше проявлялось только вспышками».
Стив Эриксон из Slant Magazine написал: «Хотя $crim и Ruby сейчас за 30, в таких треках, как «The Thin Grey Line», есть что-то подростковое, характерное для них: „От разговоров об убийствах у меня встал член“. Отношение группы остается прежним, с дерзким хвастовством, смешанным с не менее экстремальными воспоминаниями о возмутительном насилии и употреблении наркотиков. На протяжении всего альбома это становится однообразным, точно так же, как их безжалостное, преувеличенное женоненавистничество быстро становится раздражающим». Он дополнительно заявил: «Хорроркор не известен подобранными со вкусом текстами, но даже самые уродливые моменты в нём были способом для артистов выразить свою борьбу с зависимостью и психическим здоровьем. Тот факт, что для $uicideboy$ эти переживания так тесно связаны с тем, как они относятся к женщинам, делает New World Depression более трудной пилюлей для проглатывания. Если мне придётся выбирать наркотики или сучку, ты знаешь, что я выберу», — гласит одна из строчек песни «Misery in Waking Hours».
| Оценки критиков | Оценки критиков |
| Источник        | Оценка          |
| --------------- | --------------- |
| Crack           | 7/10            |
| Slant Magazine  | [ 1 ]           |

## Список песен
Слова и музыка всех песен — Аристос Петру и Скотт Арсен.
| №                   | Название                                                              | Автор(ы)                           | Длительность |
| ------------------- | --------------------------------------------------------------------- | ---------------------------------- | ------------ |
| 1.                  | «Lone Wolf Hysteria»                                                  |                                    | 1:47         |
| 2.                  | «Mental Clarity Is a Luxury I Can't Afford»                           |                                    | 2:25         |
| 3.                  | «The Thin Grey Line»                                                  |                                    | 1:45         |
| 4.                  | «Thorns»                                                              |                                    | 2:10         |
| 5.                  | «Misery in Waking Hours»                                              |                                    | 3:39         |
| 6.                  | «Burgundy»                                                            |                                    | 4:28         |
| 7.                  | «Transgressions»                                                      | Петру Арсен Eliot Dubock           | 2:17         |
| 8.                  | «Are You Going to See the Rose in the Vase, or the Dust on the Table» |                                    | 2:30         |
| 9.                  | «All of My Problems Always Involve Me»                                |                                    | 2:01         |
| 10.                 | «The Light at the End of the Tunnel for $9.99 a Month»                | Петру Арсен Карма Свейнпол [англ.] | 2:19         |
| 11.                 | «Drag 'Em to the River (Totalitarian Remix)»                          |                                    | 3:47         |
| 12.                 | «Us vs. Them»                                                         | Петру Арсен Dubock                 | 3:04         |
| 13.                 | «Kill Yourself V»                                                     |                                    | 1:56         |
| Общая длительность: | Общая длительность:                                                   | Общая длительность:                | 34:16        |

## Чарты
| Чарт (2024)                                  | Высшая позиция |
| -------------------------------------------- | -------------- |
| Австралия (ARIA)                             | 6              |
| Австрия (Ö3 Austria)                         | 14             |
| Бельгия/Фландрия (Ultratop)                  | 58             |
| Бельгия/Валлония (Ultratop)                  | 97             |
| Канада (Canadian Albums Chart)               | 12             |
| Нидерланды (Album Top 100)                   | 67             |
| Финляндия (Suomen virallinen lista)          | 11             |
| Германия (Offizielle Top 100)                | 14             |
| Новая Зеландия (RMNZ)                        | 3              |
| Швейцария (Schweizer Hitparade)              | 27             |
| Великобритания (UK Albums Chart)             | 87             |
| Великобритания (UK Independent Albums Chart) | 25             |
| Великобритания (UK R&B Albums Chart)         | 3              |
| США (Billboard 200)                          | 5              |
| США (Billboard Independent Albums)           | 1              |
| США (Billboard Top R&B/Hip-Hop Albums)       | 1              |